# Чифликкьой
Чифликкьой (на турски: Çiftlikköy) е село в Източна Тракия, Турция, Вилает Одрин, Околия Узункьопрю.

## География
Селото се намира на 7 километра западно от Узункьопрю.

## История
В 19 век Чифликкьой е българско село в Узункьоприйска кааза на Одринския вилает на Османската империя. Според „Етнография на вилаетите Адрианопол, Монастир и Салоника“, издадена в Константинопол в 1878 година и отразяваща статистиката на населението от 1873 Чифлик-кьой (Tchiflik-keui) е село с 40 домакинства и 176 българи.